# 23:e divisionen/1:a Kungliga Sachsiska (Tyskland)
23:e divisionen/1:a Kungliga Sachsiska (tyska: 23. Division (1. Königlich Sächsische)) var en tysk division som existerade mellan 1867 och 1919.

## Organisation vid första världskrigets utbrott
Förläggningsort inom parentes.
- 45:e Infanteribrigaden (1:a Kungliga Sachsiska) (Dresden)
  - 100:e Livgardesgrenadjärregementet (1:a Kungliga Sachsiska) (Dresden)
  - 101:a Grenadjärregementet (2:a Kungliga Sachsiska) "Kejsar Vilhelm, kung av Preussen" (Dresden)

- 46:e Infanteribrigaden (2:a Kungliga Sachsiska) (Dresden)
  - 108:e Skyttefysiljärregementet (Kungliga Sachsiska) "Prins Georg" (Dresden)
  - 182:a Infanteriregementet (16:e Kungliga Sachsiska) (Freiberg och Königsbrück)
  - 12:e Jägarbataljonen (1:a Kungliga Sachsiska) (Freiberg)

- 23:e Kavalleribrigaden (1:a Kungliga Sachsiska) (Dresden)
  - Gardesryttarregementet (1:a Tunga regementet) (Dresden)
  - 17:e Ulanregementet (1:a Kungliga Sachsiska) "Kejsar Frans Josef av Österrike, kung av Ungern"

- 23:e Fältartilleribrigaden (1:a Kungliga Sachsiska) (Dresden)
  - 12:e Fältartilleriregementet (1:a Kungliga Sachsiska) (Dresden och Königsbrück)
  - 48:e Fältartilleriregementet (4:e Kungliga Sachsiska) (Dresden)

- Kungliga Lantvärnsinspektionen i Dresden (Dresden)